# Fumio Maekawa
Fumio Maekawa (romanización de 前川文夫) ( Gifu, 26 de octubre de 1908 – Tokio, 13 de enero de 1984) fue un botánico japonés.
Acabada la Segunda Guerra Mundial, fue alumno de taxonomía vegetal en la Universidad de Tokio, donde tuvo profesores como Takenoshin Nakai (1882-1952).
Fue especialista en algas, en Pteridophyta, Bryophyta y espermatófitas.

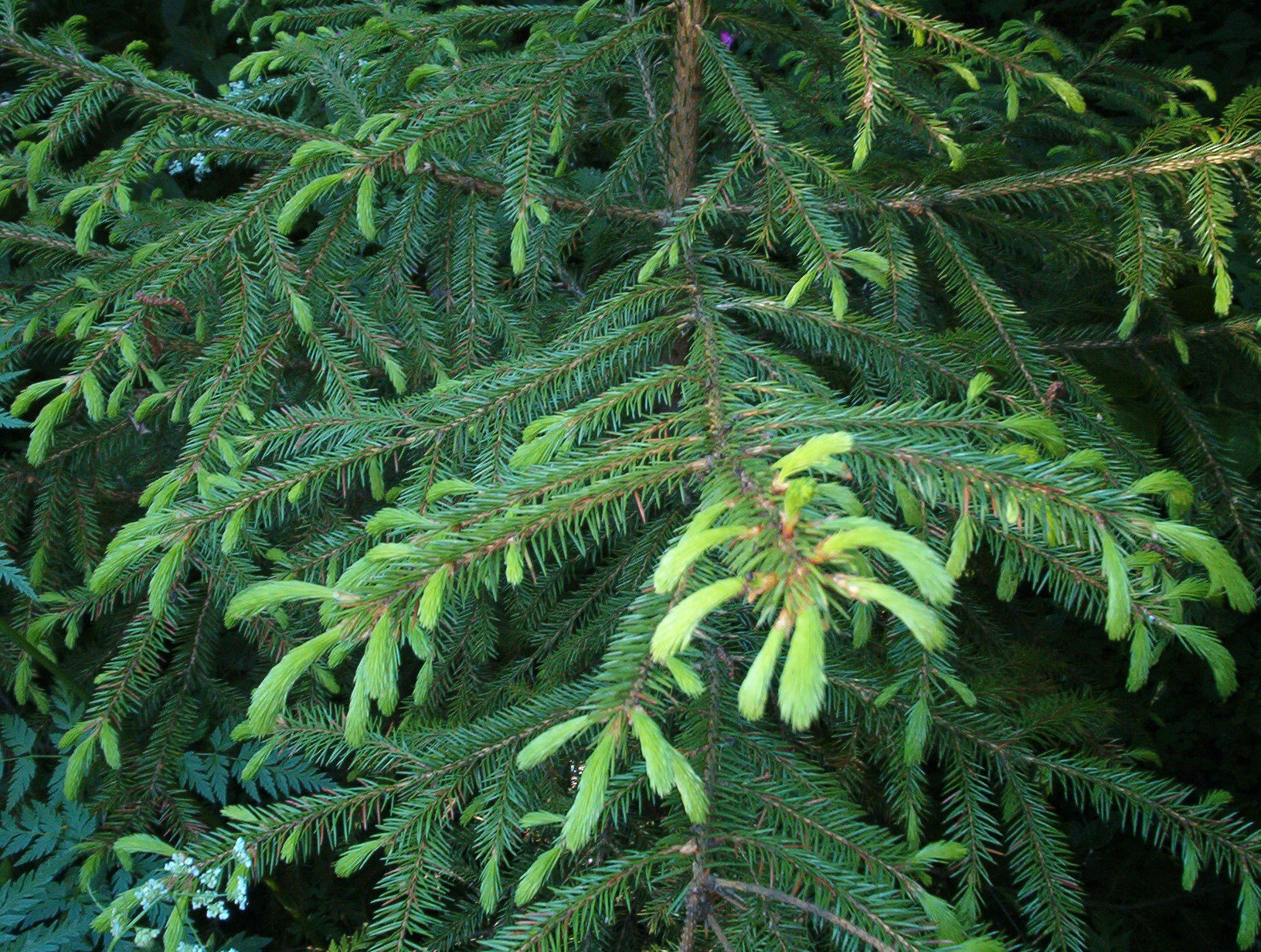
Picea koraiensis Nakai.

## Honores

### Epónimos
Diversas especies vegetales y animales fueron bautizadas en su honor:
- (Orchidaceae) Acianthera fumioi  (T.Hashim.) Luer[1]
- (Orchidaceae) Pleurothallis fumioi  T.Hashim.[2]
- La abreviatura «F.Maek.» se emplea para indicar a Fumio Maekawa como autoridad en la descripción y clasificación científica de los vegetales.[3]